# タイニイ・バブルス
『タイニイ・バブルス』（Tiny Bubbles） は、サザンオールスターズの3枚目のオリジナル・アルバム。1980年3月21日にレコードで発売。本作の1曲目及び10曲目に収録されている楽曲名でもある。発売元はInvitation。
1984年6月21日、1998年4月22日、2008年12月3日にCDで再発売されている。1989年6月25日にはCDとカセットテープで再発売された。また、2014年12月17日からはダウンロード配信、2019年12月20日からはストリーミング配信が開始されている。

## 背景
発売当時「FIVE ROCK SHOW」と打ち出し、シングル5か月連続リリースという企画を実施し、同時期よりレコーディングに集中するため、テレビなどメディアの露出を控えることとなった。本作はその最中に発売された作品で、シングル「恋するマンスリー・デイ」と同時発売された。

## リリース
本作の表ジャケットには猫が使われており、裏ジャケットにメンバー全員分の写真が猫になっているものが載せられ、メンバーは片隅に小さく載っている。
本作のカセットテープ盤のジャケットは、レコード盤とはジャケット違いであったが、初回生産のみで、後にLP盤と同一のものに統一されている。
同バンドの初期の楽曲はバーニングが権利を持っており、本作もプロデュースはバーニングプロダクションによるものである。
1998年の再発盤の初回限定盤は、オリジナルLP復刻ジャケット（紙ジャケット）仕様で、ウルフルズのトータス松本によるライナーノーツが封入されている。

### 再発売
- 1984年6月21日（CD）VDR-30
- 1989年6月25日（CD）VDR-7003・（CT）VCF-5003
- 1998年4月22日（CD）VICL-60213 音量改善
- 2008年12月3日（CD）VICL-63303 リマスタリング
- 2024年11月27日（ダウンロード・ストリーミング）リマスタリング

## チャート成績
本作は自身の作品初となるオリコンチャート1位を記録した作品であり、本作以降2025年に発売された『THANK YOU SO MUCH』までオリジナルアルバムはすべてオリコンチャートで1位を獲得している。

## 収録曲
全作詞・作曲：桑田佳祐。初回限定盤（再発盤）・通常盤共通収録。既発曲の解説は各収録作品を参照のこと。
| #         | タイトル                                          | 作詞      | 作曲・編曲 | 編曲                                      | 時間 |
| --------- | ------------------------------------------------- | --------- | ---------- | ----------------------------------------- | ---- |
| 1.        | 「ふたりだけのパーティ ～ Tiny Bubbles (type-A)」 |           |            | サザンオールスターズ 新田一郎（弦管編曲） | 5:05 |
| 2.        | 「タバコ・ロードにセクシーばあちゃん」            |           |            | サザンオールスターズ 新田一郎（弦管編曲） | 3:35 |
| 3.        | 「Hey! Ryudo! (ヘイ! リュード!)」                 |           |            | サザンオールスターズ 八木正生（弦管編曲） | 4:07 |
| 4.        | 「私はピアノ」                                    |           |            | サザンオールスターズ 八木正生（弦管編曲） | 4:03 |
| 5.        | 「涙のアベニュー」                                |           |            | サザンオールスターズ 八木正生（弦管編曲） | 4:06 |
| 合計時間: | 合計時間:                                         | 合計時間: | 20:56      |                                           |      |

| #         | タイトル                                  | 作詞      | 作曲・編曲 | 編曲                                      | 時間 |
| --------- | ----------------------------------------- | --------- | ---------- | ----------------------------------------- | ---- |
| 1.        | 「TO YOU」                                |           |            | サザンオールスターズ 八木正生（弦管編曲） | 3:43 |
| 2.        | 「恋するマンスリー・デイ」                |           |            | サザンオールスターズ                      | 4:16 |
| 3.        | 「松田の子守唄」                          |           |            | サザンオールスターズ 新田一郎（弦管編曲） | 2:57 |
| 4.        | 「C調言葉に御用心」                       |           |            | サザンオールスターズ 新田一郎（弦管編曲） | 4:38 |
| 5.        | 「Tiny Bubbles (type-B)」                 |           |            | サザンオールスターズ                      | 2:21 |
| 6.        | 「働けロック・バンド (Workin' for T.V.)」 |           |            | サザンオールスターズ 八木正生（弦管編曲） | 4:01 |
| 合計時間: | 合計時間:                                 | 合計時間: | 21:56      |                                           |      |

1. ふたりだけのパーティ ～ Tiny Bubbles (type-A)
ヤマザキナビスコ「チップスター」CMソング。
メドレー形式の楽曲である。「Tiny Bubbles (type-A)」は単独曲でないため厳密には異なるが、本アルバム収録の「Tiny Bubbles (type-B)」とこの楽曲は自身にとって初の全英語詞曲となる[2]。
曲中のスライドギターは桑田が演奏している[6]。
2. タバコ・ロードにセクシーばあちゃん
タバコ・ロードとは、アメリカ南部を象徴する言葉[2]。コミカルなタイトルだが、内容は人生の晩年を迎えた男女の恋心を歌ったラブソングである。
霜降り明星のせいやが漫才の途中で桑田のものまねをする際に歌う楽曲の一つである。このことは原由子にも認知されており、テレビ朝日アーク放送センターの楽屋で挨拶をした際に「あ!“タバコ・ロードにセクシーばあちゃん”、ありがとうございます」と言われたエピソードがある[7]。
3. Hey! Ryudo! (ヘイ! リュード!)
シングル「涙のアベニュー」のカップリング曲。
シングル盤からは桑田と関口和之の漫才的掛け合いや後奏がカットされている。
4. 私はピアノ
原由子初のメインボーカル曲。
後に高田みづえにカバーされた。
5. 涙のアベニュー
6枚目シングル。
6. TO YOU
歌詞中にはサザンが所属する芸能事務所のアミューズが登場する。
7. 恋するマンスリー・デイ
本作と同時発売の7枚目シングル。
8. 松田の子守唄
松田弘のメインボーカル曲。
安藤裕子がアルバム『大人のまじめなカバーシリーズ』でカバーしている。
9. C調言葉に御用心
5枚目シングル。
10. Tiny Bubbles (type-B)
単独曲としてはサザン初の全英語詞曲。1曲目の「ふたりだけのパーティ」の部分がカットされた形となるが、歌詞・歌唱共に異なる。
11. 働けロック・バンド (Workin' for T.V.)
歌詞は、デビューして間もなくテレビ出演に忙殺されていた際の嘆きや怒りを歌っている[2][8][9]。

## 参加ミュージシャン
- 桑田佳祐 - ボーカル(#1～3,5～7,9～11)、スライドギター、コーラス(#1～11)
- 大森隆志 - ギター、コーラス(#1～11)
- 原由子 - キーボード、コーラス(#1～11)、ボーカル(#4)
- 関口和之 - ベース、コーラス(#1～11)
- 松田弘 - ドラムス、コーラス(#1～11)、ボーカル(#8)
- 野沢秀行 - パーカッション、コーラス(#1～11)

- 谷口陽一 - スティール・ギター
- Linda - コーラス
- 京谷弘司 - バンドネオン
- 新田一郎 - トランペット
- 兼崎順一 - トランペット
- 吉田俊之 - トロンボーン
- 包国充 - テナーサックス
- 羽鳥幸次 - トランペット
- 武田和三 - トランペット
- 安孫子浩 - トランペット
- 岡野等 - トランペット
- 中沢忠孝 - トロンボーン
- 福井寛隆 - トロンボーン
- 鍵和田道男 - トロンボーン
- 市原宏祐 - テナーサックス
- 三森一郎 - テナーサックス
- 清水万紀夫 - クラリネット
- 鈴木重男 - アルトサックス
- 鈴木正男 - クラリネット
- 数原晋 - トランペット
- 平内保夫 - トロンボーン
- 砂原俊三 - バリトンサックス
- Jake-H-Conception - サクソフォーン、フルート
- Joe Strings - ストリングス
- 玉野グループ - ストリングス
- 多グループ - ストリングス

## ライブ映像作品
| 曲名                                          | 作品名                                                                                                  | 備考 |
| --------------------------------------------- | --- | --- |
| ふたりだけのパーティ ～ Tiny Bubbles (type-A) | SUMMER LIVE 2003「流石だスペシャルボックス」胸いっぱいの “LIVE in 沖縄” & 愛と情熱の “真夏ツアー完全版” | 「Tiny Bubbles (type-A)」は演奏されていない。                                                                                            |
| ふたりだけのパーティ ～ Tiny Bubbles (type-A) | 桑田佳祐の音楽寅さん 〜MUSIC TIGER〜 あいなめBOX                                                        | 桑田佳祐ソロ名義の作品。特典映像DISC「サザンオールスターズ SPECIAL LIVE IN 建長寺」に収録。「Tiny Bubbles (type-A)」は演奏されていない。 |
| タバコ・ロードにセクシーばあちゃん            | 武道館コンサート                                                                                        | |
| タバコ・ロードにセクシーばあちゃん            | SUMMER LIVE 2003「流石だスペシャルボックス」胸いっぱいの “LIVE in 沖縄” & 愛と情熱の “真夏ツアー完全版” | |
| タバコ・ロードにセクシーばあちゃん            | SUPER SUMMER LIVE 2013 「灼熱のマンピー!! G★スポット解禁!!」 胸熱完全版                                 | |
| Hey! Ryudo! (ヘイ! リュード!)                 | →「 涙のアベニュー § ライブ映像作品 」を参照                                                            | |
| 私はピアノ                                    | →「 私はピアノ § ライブ映像作品 」を参照                                                                | |
| 涙のアベニュー                                | →「 涙のアベニュー § ライブ映像作品 」を参照                                                            | |
| TO YOU                                        | シークレットライブ'99 SAS 事件簿 in 歌舞伎町                                                            | |
| TO YOU                                        | 真夏の大感謝祭 LIVE                                                                                     | |
| 恋するマンスリー・デイ                        | →「 恋するマンスリー・デイ § ライブ映像作品 」を参照                                                    | |
| 松田の子守唄                                  | シークレットライブ'99 SAS 事件簿 in 歌舞伎町                                                            | |
| 松田の子守唄                                  | 真夏の大感謝祭 LIVE                                                                                     | |
| C調言葉に御用心                               | →「 C調言葉に御用心 § ライブ映像作品 」を参照                                                           | |
| Tiny Bubbles (type-B)                         | 未収録                                                                                                  | |
| 働けロック・バンド (Workin' for T.V.)         | 真夏の大感謝祭 LIVE                                                                                     | |